# سيارة ريحية

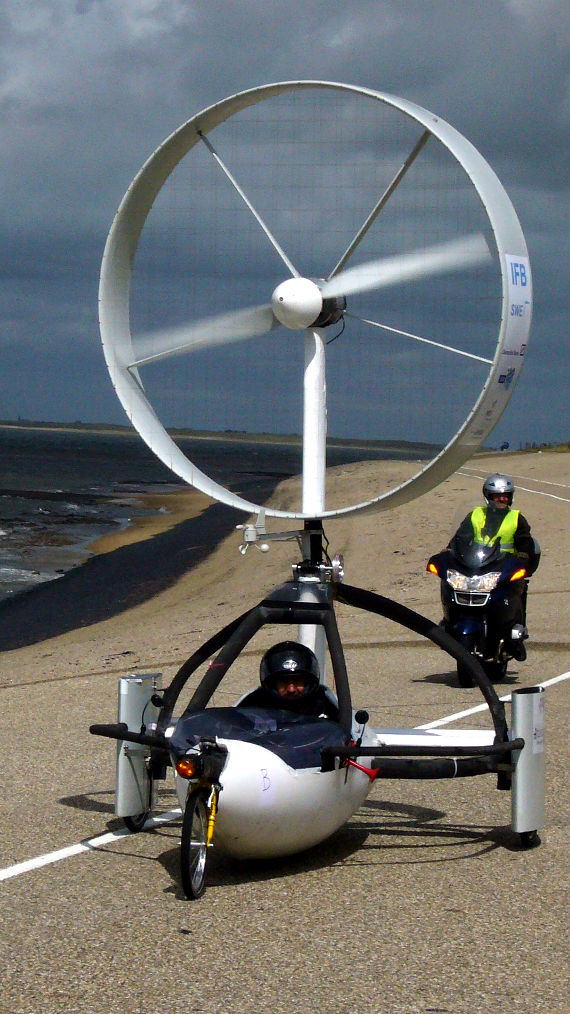
The InVentus Ventomobile racing at the Aeolus Race 2008

السيارة الريحية سميت بهذا الاسم لأنها لا تستخدم سوى الريح كمصدر للطاقة حيث تقوم عَنَفَات هوائية بتحويل طاقة الرياح أثناء دورانها الي طاقة كهربائية وتمر هذه الطاقة علي دوائر التحكم والتنظيم لكي تصل الي محركات العجلات وتقوم بتحريكها فنحصل علي ما يسمى السيارة الريحية وتزود مثل هذه العربات ببطاريات الشحن لكي يخزن بها الفائض من الطاقة المولدة عن طريق العنفات الهوائية أو يتم شحنها أثناء توقفها من مصدر طاقة خارجي كما تستخدم في بداية تحرك العربة من وضع السكون إلى أن تصل إلى اختراق الهواء الذي يدير العنفات الهوائية مولدا الطاقة من الرياح وفاصلا استهلاك التيار المخزن وبادئا في تخزين الفائض من الطاقة في بطاريات التخزين.